# تيري روبرتس
تيري روبرتس (بالإنجليزية: Terry Roberts)‏ هو نقابي وسياسي أسترالي، ولد في 28 يناير 1946 في أستراليا، وتوفي في 18 فبراير 2006 بسبب سرطان البنكرياس. حزبياً، نشط في حزب العمال الأسترالي (فرع جنوب أستراليا) ‏.

## مناصب
- انتخب Minister Assisting the Minister for Environment and Conservation ‏ (4 ديسمبر 2002 – 18 فبراير 2006).
- انتخب Minister for Regional Affairs ‏ (6 مارس 2002 – 3 ديسمبر 2002).
- انتخب Minister for Correctional Services ‏ (6 مارس 2002 – 18 فبراير 2006).
- انتخب وزير شؤون السكان الأصليين والمصالحة (6 مارس 2002 – 18 فبراير 2006).
- انتخب عضو مجلس جنوب أستراليا التشريعي وقد انضم خلال فترته النيابية (7 ديسمبر 1985 – 18 فبراير 2006)  للكتلة البرلمانية حزب العمال الأسترالي (فرع جنوب أستراليا) [الإنجليزية]‏.